# Intel 80387

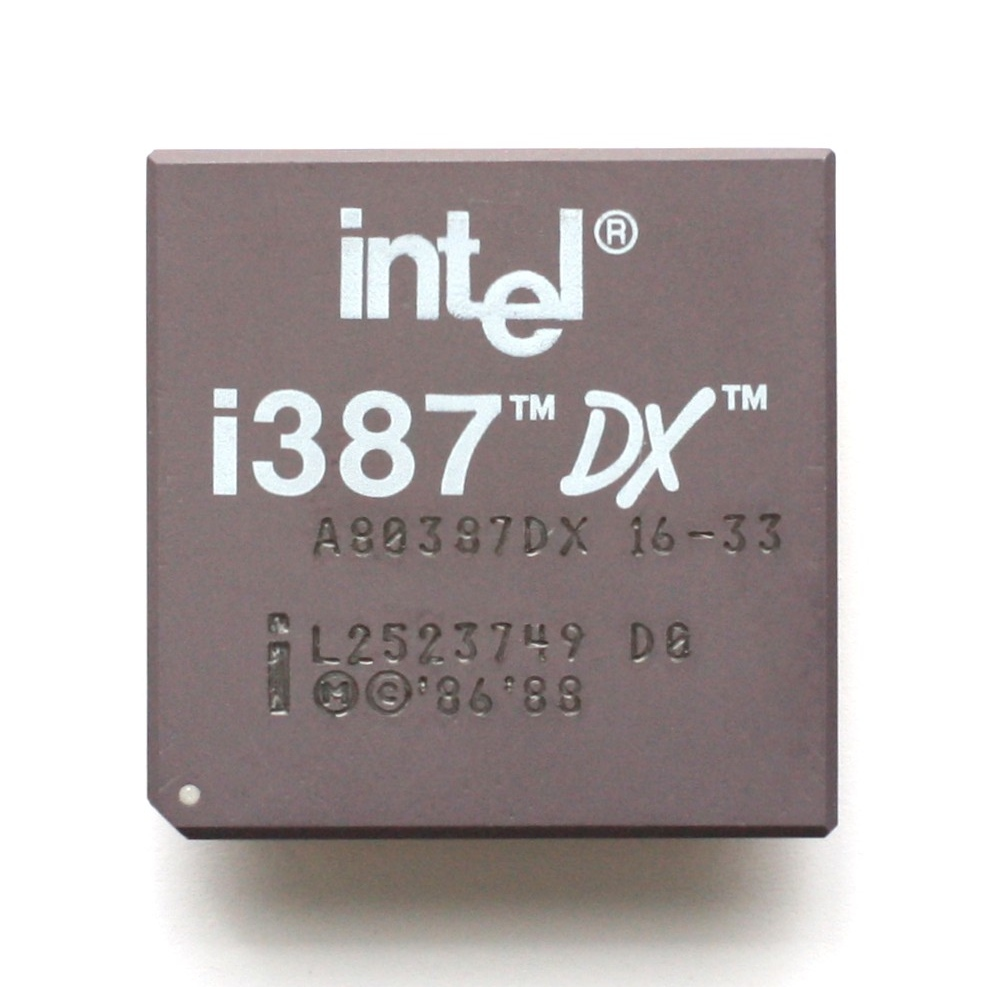
i387DX.

El Intel 387, o 80387 fue el coprocesador matemático para las series de procesadores 386 de la propia Intel, además de ser el primer coprocesador de la compañía en implementar el estándar IEEE 754 y último en la generación de coprocesadores de chip independiente. Su función principal era la de realizar operaciones aritméticas en coma flotante directamente por hardware. Compañías como Cyrix, IIT y AMD realizaron clones de diversas velocidades, y compatibles con el i386 original.
El coprocesador fue anunciado en 1986, dos años después que el procesador 386. 